# Havanur, Haveri
Havanur là một làng thuộc tehsil Haveri, huyện Haveri, bang Karnataka, Ấn Độ.